# Gäddtjärnen (Norrbo socken, Hälsingland)
Gäddtjärnen är en sjö i Hudiksvalls kommun i Hälsingland och ingår i Delångersåns huvudavrinningsområde.